# Военная хроника (телесериал)
«Военная хроника» (фр. Métal Hurlant Chronicles) — франко-бельгийский сериал-антология, основанный на серии французских комиксов Métal Hurlant, изданных в журнале Heavy Metal.
Пилотный эпизод вышел на французском телевидении 27 октября 2012 годах на канале France 4. Права вещания для различных европейских стран, таких как Германия, Австрия, Люксембург были приобретены Sony Pictures Television.

## Сюжет
Каждый эпизод показывает битвы на различных планетах, во время которых возле планеты пролетает астероид под названием Métal Hurlant (в переводе с французского — Вопящий Металл). Этот астероид — последний фрагмент планеты, разрушенной собственными жителями в ходе бессмысленных войн, обречённый вечно лететь сквозь пространство и время.

## В ролях
| Актёр           | Роль                        |                                                                    |
| Актёр           | Роль                        | Появление                                                          |
| --------------- | --------------------------- | ------------------------------------------------------------------ |
| Скотт Эдкинс    | Гелам / Джо                 | Пилотный эпизод / Эпизоды «Верный Кондор» и «Второй шанс»          |
| Доминик Пинон   | Стэнли Саммерс              | Эпизоды «Второй сын», «Возвращение к реальности» и «Трое на матче» |
| Карл Е. Ландлер | Байрон / Кондор             | Эпизод «Второй сын» / Эпизоды «Верный Кондор» и «Второй шанс»      |
| Даррен Шахлави  | Адам / Мэл                  | Пилотный эпизод / Эпизод «Эндоморф»                                |
| Майкл Джей Уайт | Тиг / Бэлт                  | Пилотный эпизод / Эпизод «Эндоморф»                                |
| Джеймс Марстерс | Брэд Дэвис / «Док» Роуэн    | Эпизоды «Защити меня» / «Виски»                                    |
| Мэтт Маллинз    | Юлиан                       | Пилотный эпизод                                                    |
| Мишель Райан    | Дженнифер                   | Эпизод «Защити меня»                                               |
| Давид Белль     | Заключенный (главный герой) | Эпизод «Красный Свет/Тяжёлые холодные факты»                       |
| Эрик Эбуане     | Р. Каскофф, 1-й пилот       | Эпизод «Трое на матче»                                             |
| Крэйг Фэйрбрасс | П. Тимарек, 2-й пилот       | Эпизод «Трое на матче»                                             |
| Ясмин Лафит     | капитан «Атланты»           | Эпизод «Трое на матче»                                             |
| Джо Флэниган    | Хондо, наёмник              | Эпизод «Властелин судеб»                                           |
| Келли Брук      | Скарр, преступница          | Эпизод «Властелин судеб»                                           |
| Рутгер Хауэр    | верховный жрец Керн         | Эпизод «Клятва Ани»                                                |
| Майкл Бьен      | Шериф Джонс                 | Эпизод «Виски»                                                     |
| Сильвио Саймак  | Сант                        | Эпизод «Эндоморф»                                                  |
| Джон Рис-Дэвис  | Холгарт, алхимик            | Эпизод «Верный Кондор»                                             |
| Марем Эрнандез  | принцесса Алария            | Эпизод «Верный Кондор»                                             |
| Фредерика Бел   | Лаэрана                     | Эпизод «Второй сын»                                                |

## Съёмки
Большинство съёмок проходило в Бухаресте, столице Румынии, на студии Castel Film Studios.
Эпизод «Властелины судеб» снимался в Бельгии.

## Трансляция
На начало 2012 года, все шесть эпизодов первого сезона транслировались по France 4 поздней ночью на протяжении двух ночей на французском языке с английскими субтитрами, в период с 27 октября и 3 ноября того же года.
Sony Pictures Television купила права на показ в других европейских странах, в том числе в Германии, где сериал транслировался под названием Schwermetall Chronicles.
6 января 2014 года канал MCM начал показ второго сезона.
Syfy Channel начал трансляцию первого сезона в США 14 апреля 2014 года по понедельникам в 8:00 и 8:30 вечера с различными повторами в течение недели.
21 апреля началась трансляция второго сезона.

## Принятие
Премьерный эпизод привлёк 347 тысяч зрителей во время ночной трансляции, но затем потерял 100 тысяч зрителей во время показа следующих двух эпизодов.
Когда сериал дебютировал на канале SyFy в 2014 году количество зрителей было немного ниже чем во время первой трансляции, и затем неуклонно снижалось. Сериал получил неплохие отзывы благодаря спецэффектам, но был раскритикован за сценарий и постановку битв.
На сайте IMDB «Военная хроника» получила оценку 5,8.

## Обзор серий
| Сезон | Сезон | Эпизоды | Трансляция      | Трансляция      |
| Сезон | Сезон | Эпизоды | Первый показ    | Последний показ |
| ----- | ----- | ------- | --------------- | --------------- |
|       | 1     | 6       | 27 октября 2012 | 3 ноября 2012   |
|       | 2     | 6       | 4 января 2014   | 12 мая 2014     |

## Список эпизодов

### 1 сезон
| № | Название                                                                 | Режиссёр       | Сценарист                       | Дата показа          |
| --- | ------------------------------------------------------------------------ | -------------- | ------------------------------- | -------------------- |
| 1 | «Корона короля» «La Couronne du Roi»                                     | Уильям Лубрано | Джастин Вейлот и Уильям Лубрано | 27 октября 2012 года |
| В главных ролях: Скотт Эдкинс, Майкл Джей Уайт, Мэтт Маллинз и Даррен Шахлави. Четыре воина сражаются на турнире за право стать королём планеты, так как предыдущий правитель находится при смерти. Однако, воинам не сказали, что победитель турнира станет всего лишь новой оболочкой для Робота.                |                                                                          |                |                                 |                      |
| 2 | «Защити меня» «Protège-Moi»                                              | Уильям Лубрано | Джастин Вейлот и Дэн Виклайн    | 27 октября 2012 года |
| В главных ролях: Мишель Райан и Джеймс Марстерс. Девушка, потерявшая сознание, приходит в себя в бункере. Её будит мисер Дэвис, знакомый её родителей, и говорит, что началась Третья Мировая Война и все её родственники мертвы.                                                                                  |                                                                          |                |                                 |                      |
| 3 | «Красный Свет/Тяжёлые холодные факты» «Lumière Rouge / Réalité Glaçante» | Уильям Лубрано | Джастин Вейлот и Уильям Лубрано | 27 октября 2012 года |
| В главных ролях: Давид Белль. Заключённый пытается совершить побег из хорошо охраняемой тюрьмы. |                                                                          |                |                                 |                      |
| 4 | «Трое на матче» «Oxygène»                                                | Уильям Лубрано | Джастин Вейлот и Уильям Лубрано | 3 ноября 2012 года   |
| В главных ролях: Доминик Пинон, Крейг Фейрбрасс и Ясмин Лафит. Астероид Métal Hurlant становится причиной крушения космического корабля "Атланта". Выжить удаётся двум пилотам и инженеру Стэнли Саммерсу, которые спаслись на шаттле. Вскоре они понимают, что воздуха в шаттле хватит лишь для одного пассажира. |                                                                          |                |                                 |                      |
| 5 | «Властелины судеб» «Les Maîtres du Destin»                               | Уильям Лубрано | Джастин Вейлот и Уильям Лубрано | 3 ноября 2012 года   |
| В главных ролях: Джо Флэниган и Келли Брук. Герой Хондо (недавно потерявший напарника) отправляется в путешествие на край галактики, чтобы найти некую расу, которая хранит воспоминания всех живых существ и может предсказывать будущее. Хондо желает узнать, какой будет его смерть.                            |                                                                          |                |                                 |                      |
| 6 | «Клятва Ани» «Le Serment d'Anya»                                         | Уильям Лубрано | Джастин Вейлот и Уильям Лубрано | 3 ноября 2012 года   |
| В главных ролях: Рутгер Хауэр. История воина, на долю которого выпало сражение с драконом. |                                                                          |                |                                 |                      |

### 2 сезон
| № | Название                                         | Режиссёр       | Сценарист                                      | Дата показа         |
| --- | ------------------------------------------------ | -------------- | ---------------------------------------------- | ------------------- |
| 1 | «Виски» «Whisky»                                 | Уильям Лубрано | Джим Александр                                 | 4 января 2014 года  |
| В главных ролях: Майкл Бьен и Джеймс Марстерс.                                                                      |                                                  |                |                                                |                     |
| 2 | «Эндоморф» «Endomorphe»                          | Уильям Лубрано | Стефан Леваллуа                                | 4 января 2014 года  |
| В главных ролях: Майкл Джей Уайт, Сильвио Саймак и Даррен Шахлави.                                                  |                                                  |                |                                                |                     |
| 3 | «Верный Кондор» «Le Dernier Khondor»             | Уильям Лубрано | Алехандро Ходоровски (комикс) и Уильям Лубрано | 5 мая 2014 года     |
| В главных ролях: Карл Е. Ландлер, Марем Эрнандез и Джон Рис-Дэвис.                                                  |                                                  |                |                                                |                     |
| 4 | «Второй шанс» «Seconde chance»                   | Уильям Лубрано | Джеймс МакДональд и Уильям Лубрано             | 28 апреля 2014 года |
| В главных ролях: Скотт Эдкинс и Карл Е. Ландлер.                                                                    |                                                  |                |                                                |                     |
| 5 | «Второй сын» «Le Second fils»                    | Уильям Лубрано | Брайан Робертсон и Фред Белтран                | 5 мая 2014 года     |
| В главных ролях: Фредерика Бель и Карл Е. Ландлер. Два брата сражаются друг с другом за престол одного королевства. |                                                  |                |                                                |                     |
| 6 | «Возвращение к реальности» «Retour à la réalité» | Уильям Лубрано | Марем Хасслер и Карл Е. Ландлер                | 12 мая 2014 года    |
| В главных ролях: Доминик Пинон.                                                                                     |                                                  |                |                                                |                     |

## Релиз на DVD
Scream Factory выпустила сериал на DVD и Blu-ray 14 апреля 2015 года.